# Brunnenaue
Die Brunnenaue ist eine Parkanlage in Stralsund.

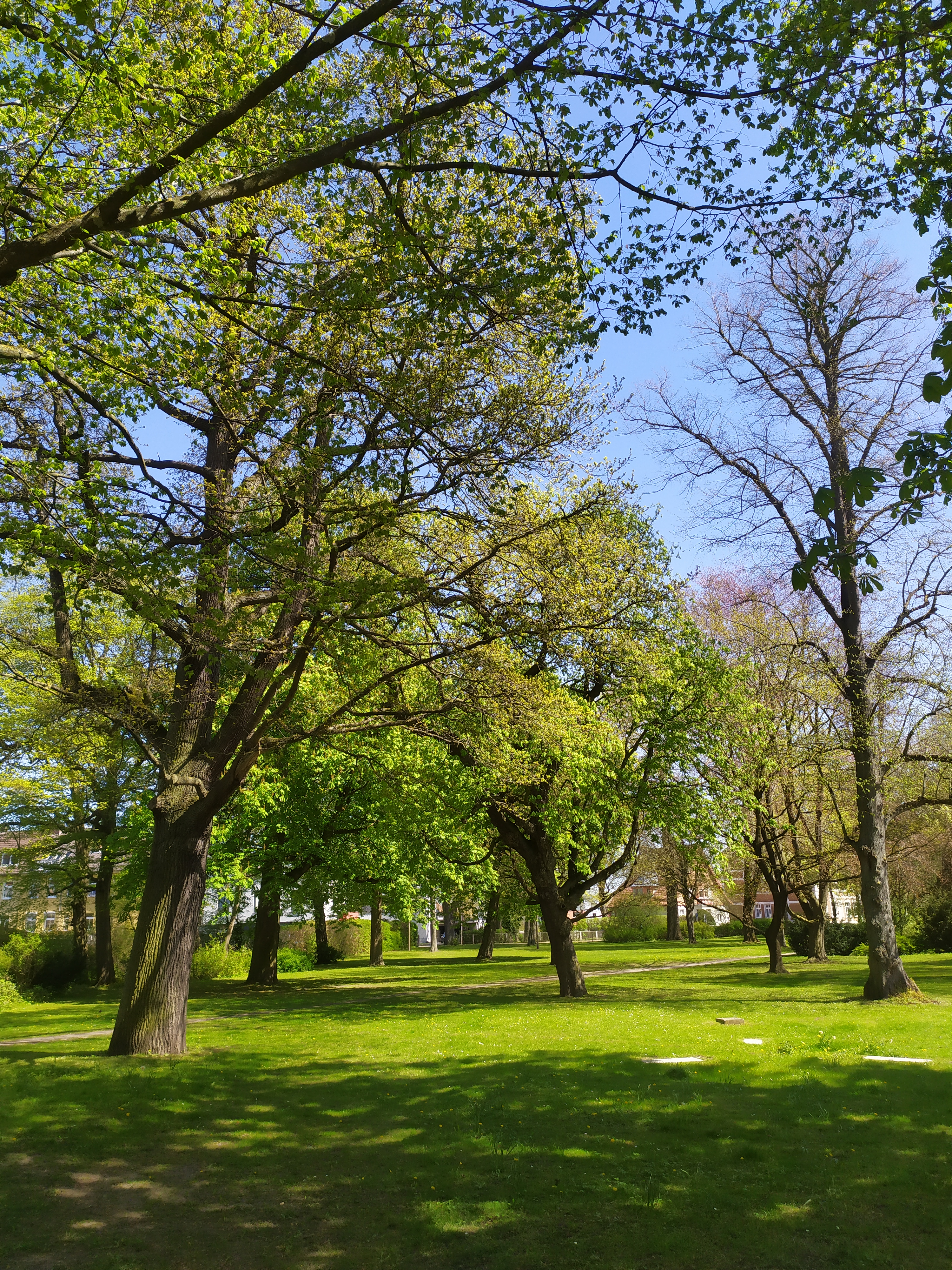
In der Brunnenaue Stralsund (2023)

## Lage

Die Brunnenaue in Stralsund (OSM-Karte), 2023

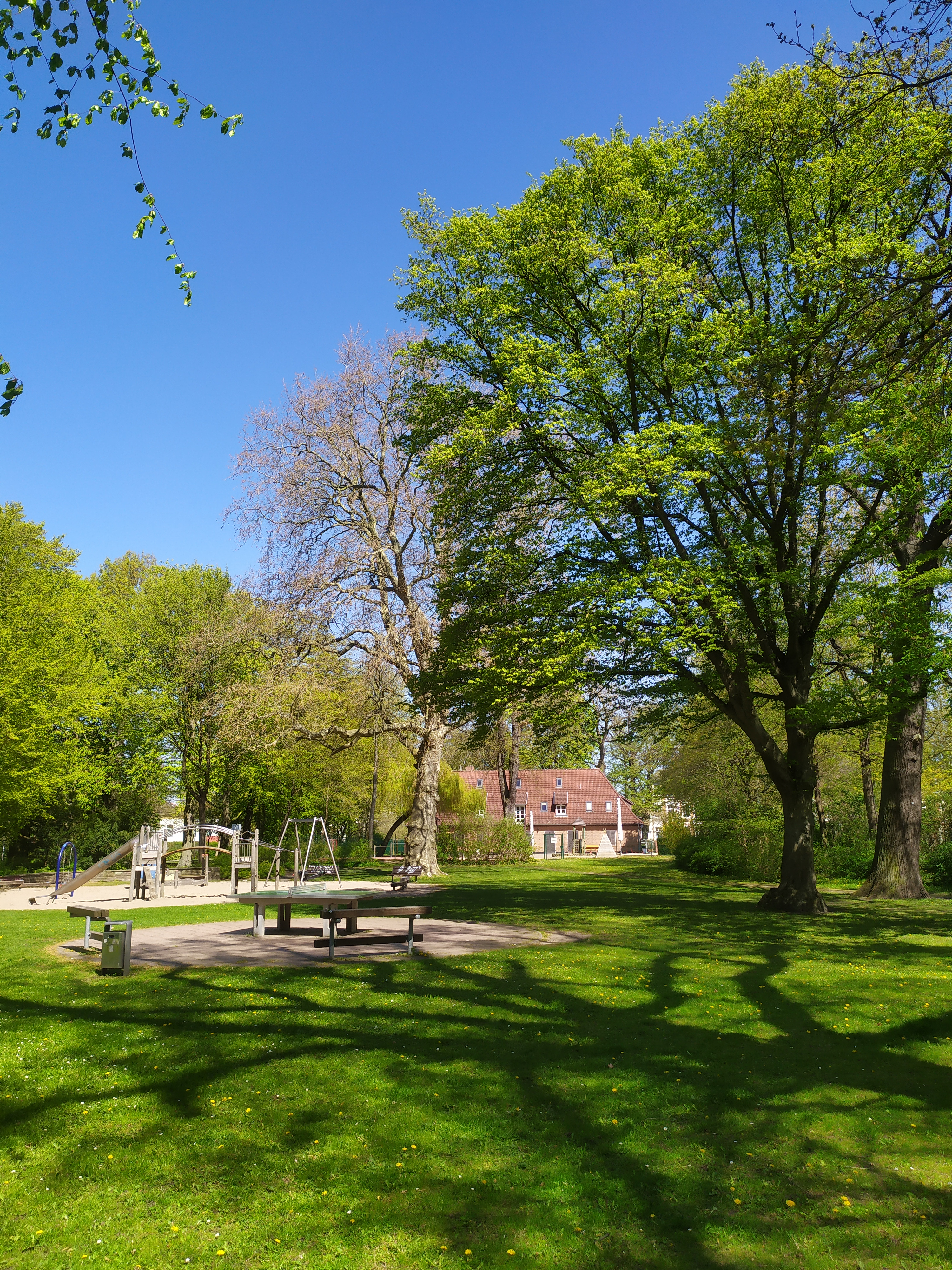
Spielplatz in der Brunnenaue (2023)

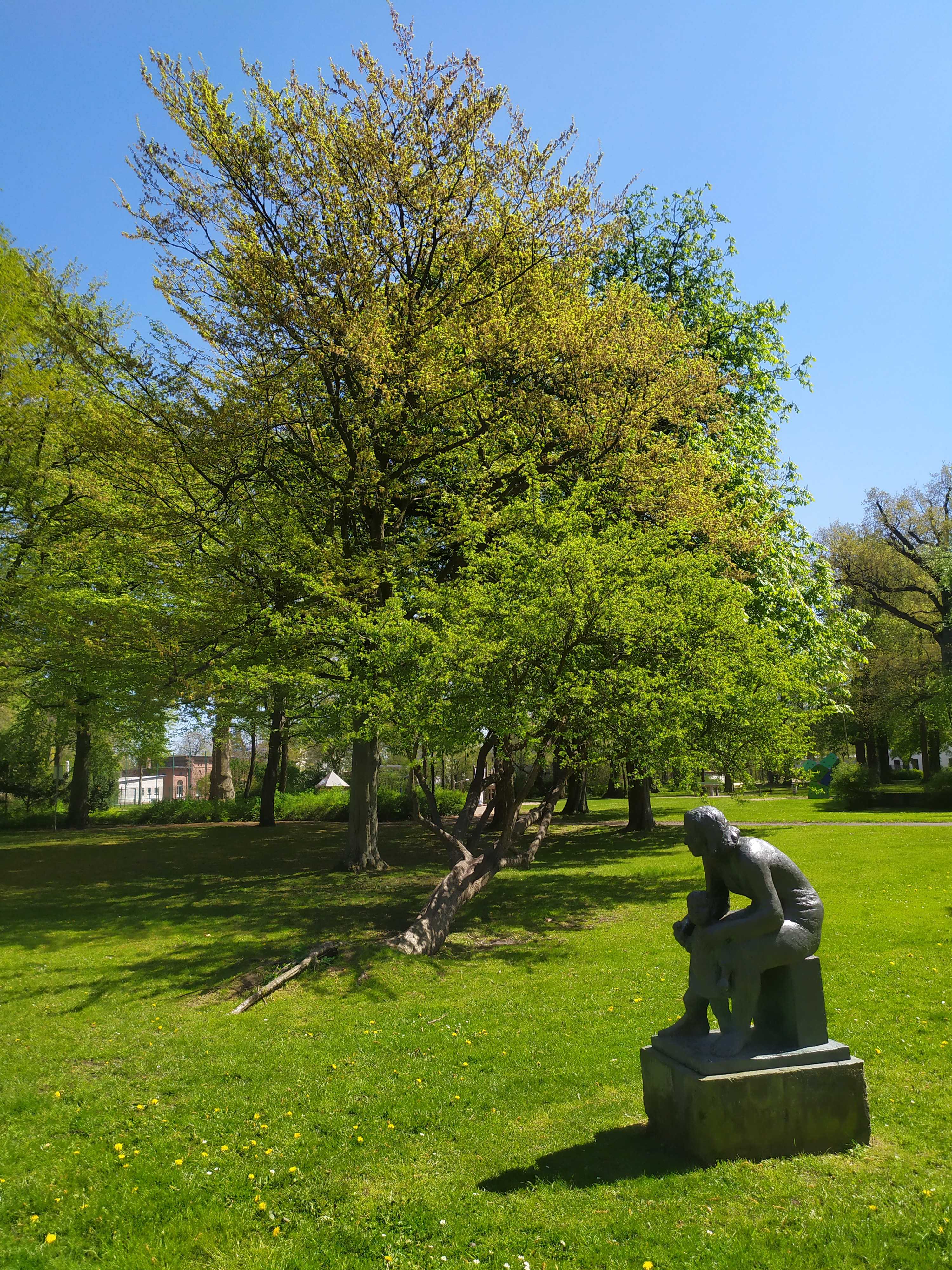
Plastik und Bäume in der Brunnenaue (2023)

Der  Park im Stadtteil Kniepervorstadt des Stadtgebiets Knieper wird im Westen vom Knieperdamm begrenzt und im Osten von der Sarnowstraße. Im Südosten grenzt die Brunnenaue an den Sportplatz Brunnenaue in der Gerhart-Hauptmann-Straße. Im Norden bildet Wohnbebauung die Begrenzung.

## Geschichte
Für das Jahr 1630 ist die erstmalige Erwähnung einer Heilquelle bekannt. Die Stadt Stralsund war zu dieser Zeit noch Festung, die Quelle lag in einem sumpfigen Gebiet vor den Toren der Stadt.
Ab etwa 1700 wurde das Wasser der Quelle als Heilwasser empfohlen, ein Kurbetrieb entstand, welcher im 18. Jahrhundert immer wieder verfiel und neu aufgebaut wurde. Die Heilwirkung wurde zudem angezweifelt, so dass es letztlich nicht mehr zu einem regulären Betrieb kam. Während der Belagerung Stralsunds 1806 durch französische Truppen während des 4. Koalitionskrieges wurden die Brunnenanlage komplett zerstört.
Nach der Aufhebung des Festungscharakters im Jahr 1809 wurde das Gebiet der heutigen Brunnenaue Eigentum der Stadt, die eine Kommission zur Neugestaltung einsetzte. Ernst Billich, Kaufmann aus Stralsund, leitete ab 1848 die Anlage des Parks. Die Brunnenaue wurde im Stil des Biedermeier gestaltet. Wege wurden angelegt sowie Sitzgelegenheiten, Gartenlauben und ein Teich geschaffen. Ein Blumengarten, seltene Baumarten und Gehölze gehörten zur Parkanlage. Darstellungen aus dem 19. Jahrhundert zeigen Blumenbeete, Herkuleskraut, Riesenschilf, Königsrhabarber, Pampasgras sowie Palmen; ein neobarock gestalteter Brunnen steht inmitten eines Teichs mit Goldfischen.
Im Jahr 1861 wurde ein Turnplatz geschaffen, der von Linden umgeben war. Eine Turnhalle wurde im Jahr 1884 dort errichtet. Die Sportanlagen bildeten mit der Parkanlage eine Einheit.
Von Hans Friedrich Werkmeister stammen Pläne aus dem Jahr 1938 zur Umgestaltung hin zu einer landschaftlich gestalteten Anlage. Diese Pläne wurden 1964 umgesetzt, die Leitung dazu oblag Hartmut Olejnik. Wiesen, Spielplätze, Sitzgelegenheiten und Wege wurden angelegt, Stauden und Bäume gepflanzt. Inmitten der Anlage wurde ein Sitzbereich geschaffen, der von drei kleinen runden Springbrunnen umgeben war. Diese kleinen einzelnen Springbrunnen wurden im Jahr 1974 ersetzt durch eine große, polygonale Anlage. Der neu gestaltete Springbrunnen wurde am 4. Oktober 1974 eingeweiht. Einige Plastiken zeitgenössischer Künstler sind im Park aufgestellt.
Im Jahr 1993 wurde eine von Waldemar Grzimek geschaffenen Bronzeplastik („Mädchen mit Gerte“), die seit den 1950er Jahren nahe der Springbrunnenanlage unter einer Trauerbuche stand, entwendet.
Die Stralsunder Bürgerschaft forderte im Jahr 2022 ein Pflege- und Entwicklungskonzept für die Brunnenaue. Wegen technischer Defekte nach wiederholtem Vandalismus wurde der 1974 gestaltete Springbrunnen im Jahr 2023 stillgelegt; im August 2024 wurde der Springbrunnen, von dessen etwa 45.000 Litern Wasser mit einer vier Bar leistenden Pumpe 80 m³ Wasser pro Stunde bewegt werden, nach einer Reparatur wieder in Betrieb genommen.

## Beschreibung
Die Parkanlage Brunnenaue zeigt Reste aus der Biedermeierzeit und viele Elemente der Neugestaltung in der Mitte der 1970er Jahre. Zahlreiche alte Bäume sind im Park verteilt: Blutbuchen, Trauerbuchen, Säuleneichen, Trauerweiden und Ginkgo, von denen vier (Einblatt-Esche, Ginkgo, Hänge-Rotbuche, Blutbuche) in die Liste der Naturdenkmale in Stralsund eingetragen sind.
Eine zentral angelegte Springbrunnenanlage ist von Sitzgelegenheiten umgeben. Zahlreiche Parkbänke stehen auch entlang der Wege durch den Park. Zum Knieperdamm hin erhebt sich ein kleiner Hügel, der bei Schnee auch zum Schlittenfahren genutzt wird.
An den Kaufmann Ernst Billich erinnert ein nach seinem Tode im Jahr 1863 aufgestellter Gedenkstein. Ein weiterer Gedenkstein erinnert an Heinrich Ludwig Smalian.
Ein Kindergarten und eine Turnhalle mit Sportplatz sind Bestandteil der Parkanlage.